# Robert Cecil (diplomat)
Robert Cecil (celým jménem Edgar Algernon Robert Gascoyne-Cecil, první vikomt Cecil of Chelwood) (14. září 1864 Londýn – 24. listopadu 1958 Tunbridge Wells) byl britský politik a diplomat, spoluzakladatel a první prezident Společnosti národů. V roce 1937 získal Nobelovu cenu za mír.

## Biografie
Absolvoval Eton College a Oxfordskou univerzitu, kde vystudoval právo v roce 1886. Po roce získal právní licenci a stal se advokátem a praktikoval občanské právo v letech 1887–1906. Roku 1889 se oženil, manželství bylo bezdětné. Roku 1906 byl zvolen za Konzervativní stranu do parlamentu. Prosazoval omezení svobody trhu a volební právo pro ženy, čímž se dostal do sporu se svou stranou. Ze strany vystoupil a kandidoval jako nezávislý. Po počátečním nezdaru byl zvolen opakovaně v letech 1911–1923. Od roku 1916 do roku 1918 působil jako ministr blokády, poznal utrpení války, proto v britské vládě prosadil návrh tribunálu, ve kterém se řešily mezinárodní spory mírově. Tento návrh se po válce proměnil ve Společnost národů. V letech 1923–1946 působil jako prezident této instituce. Založil také Mezinárodní mírovou kampaň. V letech 1923–1924 působil jako lord strážce pečeti a v období 1923–1926 zastával post kancléře Lancasterského vévodství a v této funkci zastupoval britského ministra zahraničí v Lize národů. Roku 1923 mu byl udělen titul vikomta z Chelwoodu. Mezi lety 1924–1927 byl rektorem University of Aberdeen.
V roce 1937 získal Nobelovu cenu za mír.